# Gymnasien in Westpreußen

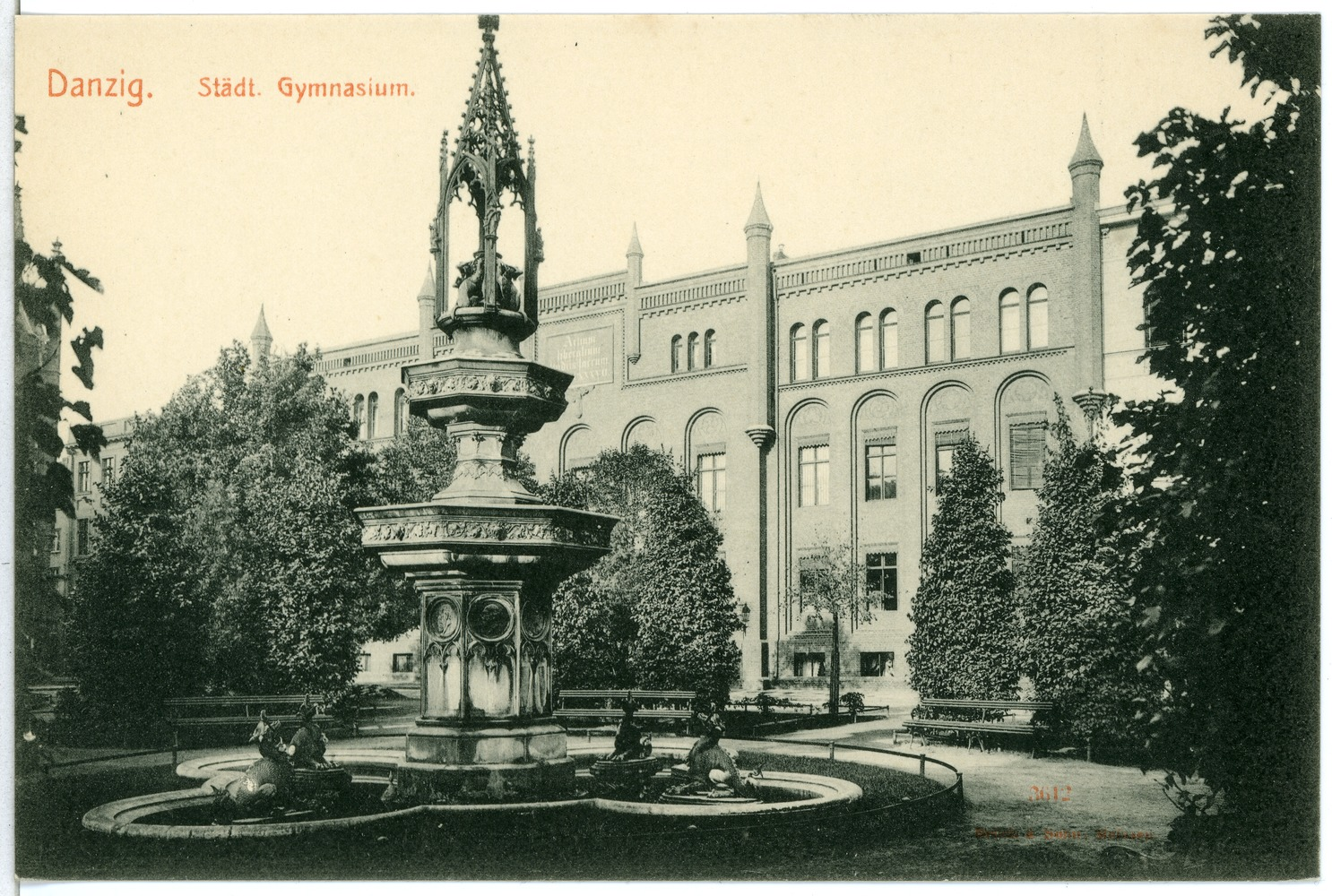
Städtisches Gymnasium Danzig, 1903

Die Gymnasien in Westpreußen waren die wichtigsten Bildungseinrichtungen in Preußen Königlichen Anteils und Westpreußen seit dem 16. Jahrhundert. Sie wurden meist von den Städten unterhalten, einige waren seit dem 19. Jahrhundert unter königlicher Verwaltung. Die Gymnasien waren überwiegend katholisch, wurden aber auch von protestantischen Schülern besucht. Die Unterrichtssprache war meist deutsch, obwohl viele Schüler polnischer Herkunft waren.

## Geschichte

### Preußen Königlichen Anteils 1466 bis 1772
Im Mittelalter gab es in Preußen königlich polnischen Anteils einige Schulen an Kirchen und Klöstern, so in Culm bei den Brüdern vom gemeinschaftlichen Leben (1473/1539).
Im 16. Jahrhundert entstanden in den größeren Städten humanistische Gymnasien, die Bürgersöhnen den Zugang zu den Universitäten ermöglichen sollten (Elbing 1535, Culm 1554, Danzig 1558, Thorn 1568).
Im 17. Jahrhundert kamen dazu Jesuitenkollegien in Alt Schottland, Deutsch Krone, Graudenz, Konitz und Marienburg.

### Provinz Westpreußen 1772/93 bis 1920
1772 wurden große Teile Polnisch-Preußens dem Königreich Preußen zugeordnet. Nach der Aufhebung des Jesuitenordens im Juli 1773 wurden die Jesuitenkollegien in katholische Gymnasien umgewandelt, unter Beibehaltung der Lehrerschaft; Alt Schottland wurde Akademisches Gymnasium.
1793 kamen nach der Zweiten Teilung Polens die Gymnasien in Danzig und Thorn zur Provinz Westpreußen hinzu.
Während der französischen und russischen Besatzung 1805/13 wurden alle Schulen geschlossen und als Lazarette oder anderweitig genutzt. Ab 1808 wurden einige Lehranstalten wieder geöffnet, andere (Alt Schottland, Graudenz und Konitz) blieben geschlossen.
In Marienburg und Graudenz entstanden um 1815 Schullehrerseminare.
1895 gab es in der Provinz Westpreußen 13 Gymnasien, dazu 4 Realgymnasien, 5 Progymnasien und 14 Realprogymnasien. 1910 waren es 15 Gymnasien (2x Danzig, Elbing, Deutsch Eylau, Deutsch Krone, Graudenz, Konitz, Kulm, Marienburg, Marienwerder, Neustadt, Preußisch Stargard, Schwetz, Strasburg und Thorn), 5 Realgymnasien, 5 Progymnasien  und 2 Realprogymnasien.

### 1920 bis 1945
Die meisten Schulen bestanden auch nach 1920 im neuen polnischen Staat, der Freien Stadt Danzig und dem westlichen Ostpreußen (Elbing, Marienburg, Marienwerder) weiter und wurden 1939 oder 1945 geschlossen.

## Gymnasien
- Jesuitenkollegium Alt-Schottland, 1623 als Jesuitenkollegium gegründet, 1780 in Akademisches Gymnasium umgewandelt, 1812/13 geschlossen
- Protestantisches Gymnasium Culm, 1554–1556
- Culmer Akademie, um 1676 als Vinzentiner-Schule gegründet, seit 1692 Akademisches Gymnasium, seit 1756 Culmer Akademie der Universität Krakau, seit 1779 wieder Gymnasium, bis 1818
- Königliches katholisches Gymnasium Culm, seit 1920 Staatliches Gymnasium, seit 192ü0 1837–1939
- Akademisches Gymnasium Danzig, 1558 als humanistisches Gymnasium gegründet, später Akademisches Gymnasium, dann Städtisches Gymnasium, bis 1945
- Königliches Gymnasium Danzig, 1876 gegründet, seit 1911 mit Realschule, bis 1945
- Gymnasium Deutsch Eylau, seit Ende 19. Jahrhundert
- Gymnasium in Deutsch Krone, um 1774 aus Jesuitenkollegium umgewandelt, 1823 Realgymnasium, seit 1858 wieder Gymnasium
- Athenaeum Elbingense (Königliches Gymnasium), 1535–1945, erstes humanistisches Gymnasium in Königlich Preußen[4]
- Gymnasium in Graudenz, um 1774 aus Jesuitenkollegium umgewandelt, 1805 geschlossen, seit 1815 Lehrerseminar, später dort auch wieder Gymnasium
- Gymnasium Konitz,  1623 als Jesuitenkollegium gegründet, um 1774 in königliches katholisches Gymnasium umgewandelt, 1812/13 geschlossen, 1815 neu eröffnet, bis 1939
- Gymnasium Marienburg, um 1774 aus Jesuitenkollegium umgewandelt, 1805 geschlossen, seit 1815 Schullehrerseminar;[5] später im Ort auch wieder ein Gymnasium
- Gymnasium Marienwerder, 1801–1945
- Gymnasium Neustadt in Westpreußen, 19./20. Jahrhundert
- Gymnasium Preußisch Stargard, seit Ende 19. Jahrhundert
- Gymnasium Schwetz, seit spätem 19. Jahrhundert
- Gymnasium Strasburg, 1873–1939/45
- Thorner Gymnasium, 1568–1945

## Weitere  Bildungsstätten
Daneben gab es Realschulen, die 1881 in Realgymnasien umgewandelt wurden, sowie weitere Ausbildungsstätten.
Die alten Danziger Petrischule und Johannisschule entwickelten sich im Laufe des 19. Jahrhunderts zu höheren Bürgerschulen und weiter zu Realanstalten. Ähnliche Lehranstalten entstanden in Elbing und Thorn. Das Conradinum in Jenkau bei Danzig bestand seit 1801. 
1910 gab es
- Realgymnasien in  Danzig (Johannisschule), Danzig-Langfuhr, Dirschau, Thorn (mit dem Gymnasium vereinigt) und Zoppot
- Oberrealschulen in Danzig (St. Petri), Elbing und Graudenz
- Progymnasien in Berent, Langfuhr (Conradische Erziehungsanstalt, früher in Jenkau, seit 1900 in Langfuhr), Löbau, Neumark und Preußisch Friedland
- Realschulen in Kulm, Langfuhr (Conradische Stiftung), Mewe, Riesenburg und Tiegenhof
- Realprogymnasien in Briesen und Kulmsee
- Schullehrerseminare in Berent, Deutsch Krone, Elbing, Graudenz, Langfuhr, Löbau, Marienburg, Neustadt, Preußisch Friedland, Preußisch Stargard, Thorn (ein evangelisches und ein katholisches Seminar) und Tuchel
- Präparandenanstalten in Deutsch Krone, Elbing, Graudenz, Jastrow, Langfuhr, Löbau, Marienwerder, Preußisch Stargard, Schlochau, Schwetz und Thorn
- Höhere Töchterschulen in Berent, Danzig (6), Dirschau, Elbing, Graudenz, Konitz, Marienburg, Marienwerder, Thorn und Zoppot
- Pädagogisches Seminar für höhere Schulen in Danzig

- wahrscheinlich  ein oder mehrere Theologische Seminare / Priesterseminare in der Bistumsstadt Culm (?)
- Technische Hochschule Danzig, seit 1904, einzige Hochschule in Westpreußen

Kadettenschule
Zur Erziehung seiner Kinder eröffnete der westpreußische Adel im Juni 1776 eine Kadettenschule in Kulm. Sie verlor an Bedeutung und erreichte erst nach 1818 wieder den Rang eines Progymnasiums und einer höheren Bürgerschule. Hundert Jahre später wurde sie nach Köslin verlegt.

## Schulaufsicht
Das gesamte Schulwesen der Provinz Westpreußen unterstand ursprünglich der Regierung in Marienwerder. Im Zuge der Preußischen Reformen
(1808) wurde bei der Kriegs- und Domänenkammer das Westpreußische Kirchen- und Schulkollegium eingerichtet. Bald darauf kam die Kammer in den Zuständigkeitsbereich der neu gebildeten Westpreußischen Regierung. Als 1816 das Konsistorium in Danzig und 1832 das Konsistorium und Provinzial-Schulkollegium in Danzig als neue Behörde eingerichtet wurden, übernahmen sie die Schulaufsicht und Leitung der Gelehrtenschulen, Gymnasien und Schullehrerseminare. Die Aufsicht über die übrigen Schulanstalten verblieb bei den Regierungen in Danzig und Marienwerder. Durch Allerhöchsten Erlaß Wilhelms I. vom 26. August 1859 und Kabinettsorder vom 3. Januar 1872 kamen auch die Realschulen, Progymnasien und höheren Bürgerschulen unter die mittelbare Schulaufsicht des Provinzialschulkollegiums. Dazu kamen später alle öffentlichen höheren Lehranstalten und ab 1910 auch die Mädchengymnasien.